# Nessemtenga
Nessemtenga est une localité située dans le département de Boussouma de la province du Sanmatenga dans la région Centre-Nord au Burkina Faso.

## Géographie
Importante localité du département, Nessemtenga se situe à environ 20 km au nord-ouest de Boussouma, le chef-lieu départemental, et à 11 km au sud-ouest du centre de Kaya, la capitale de la région. Le village se trouve à 7 km au sud de la route régionale 14 reliant Kaya à Mané et à 6 km à l'ouest de la route nationale 3 reliant Kaya à Korsimoro.

## Économie
L'économie du village, bien que portée par les services publics et le marché de Nessemtenga, reste largement basée sur l'agriculture vivrière, en particulier la culture du niébé, et l'élevage.

## Éducation et santé
Nessemtenga accueille un centre de santé et de promotion sociale (CSPS) tandis que le centre médical avec antenne chirurgicale (CMA) se trouve à Boussouma et que le centre hospitalier régional (CHR) est à Kaya.
Nessemtenga possède une école primaire publique ainsi qu'un collège d'enseignement général (CEG) et l'un des lycées départementaux, le lycée privé Zanma.